# Puerto Yeruá
Puerto Yeruá é um município da província de Entre Ríos, na Argentina.